# Архиепархия Милана
Архиепархия Милана (лат. Archidioecesis Mediolanensis, итал. Arcidiocesi di Milano) архиепархия-митрополия Римско-католической церкви, входящая в церковную область Ломбардия. В настоящее время епархией управляет архиепископ-митрополит Марио Энрико Дельпини. Вспомогательные епископы — Эрминио Де Скальци, Луиджи Стукки, Franco Maria Giuseppe Agnesi, Paolo Martinelli и Пьерантонио Тремолада. Почётные архиепископы — кардиналы Диониджи Теттаманци и Анджело Скола.
Клир епархии включает 2 885 священников (2 055 епархиальных и 830 монашествующих священников), 110 диаконов, 1 114 монаха, 6180 монахинь.
Адрес епархии: Piazza Fontana 2, 20122 Milano, Italia.
Главный патрон архиепархии Милана — Святой Амвросий, епископ Милана с 374 по 397 год, Учитель Церкви, именем которого был назван местный обряд. Другим патроном является Святой Карл Борромео, архиепископ Милана с 1560 по 1584 год.

## Территория
В юрисдикцию епархии входят 1107 приходов в коммуннах Ломбардии: в провинциях Милан, Монца-э-Брианца, в большей части провинций Варесе и Лекко, в меньшей части провинций Комо и Павия, а также деканат Тревильо в провинции Бергамо.
Приходы объединены в 73 деканата, которые сгруппированы в 7 пастырских зон.
Кафедра архиепископа-митрополита находится в городе Милан в церкви Рождества Пресвятой Богородицы.
В состав митрополии (церковной провинции) Милана входят:
- Архиепархия Милана;
  - Епархия Бергамо;
  - Епархия Брешии;
  - Епархия Виджевано;
  - Епархия Комо[итал.];
  - Епархия Крема[итал.];
  - Епархия Кремона[итал.];
  - Епархия Лоди[итал.];
  - Епархия Мантуи[итал.];
  - Епархия Павии.

### Амвросианский обряд
В архиепархии Милана, наряду с Римским обрядом, в богослужении используется Амвросианский обряд, принятый в большинстве приходов архиепархии (за исключением деканатов Монцы, Тревильо и части Треццо сулль Адда, а также в приходах Чивате и Варенна в пастырской зоне Лекко и в нескольких других приходах). В этом обряде свои лекционарий, миссал и литургический календарь.

## История

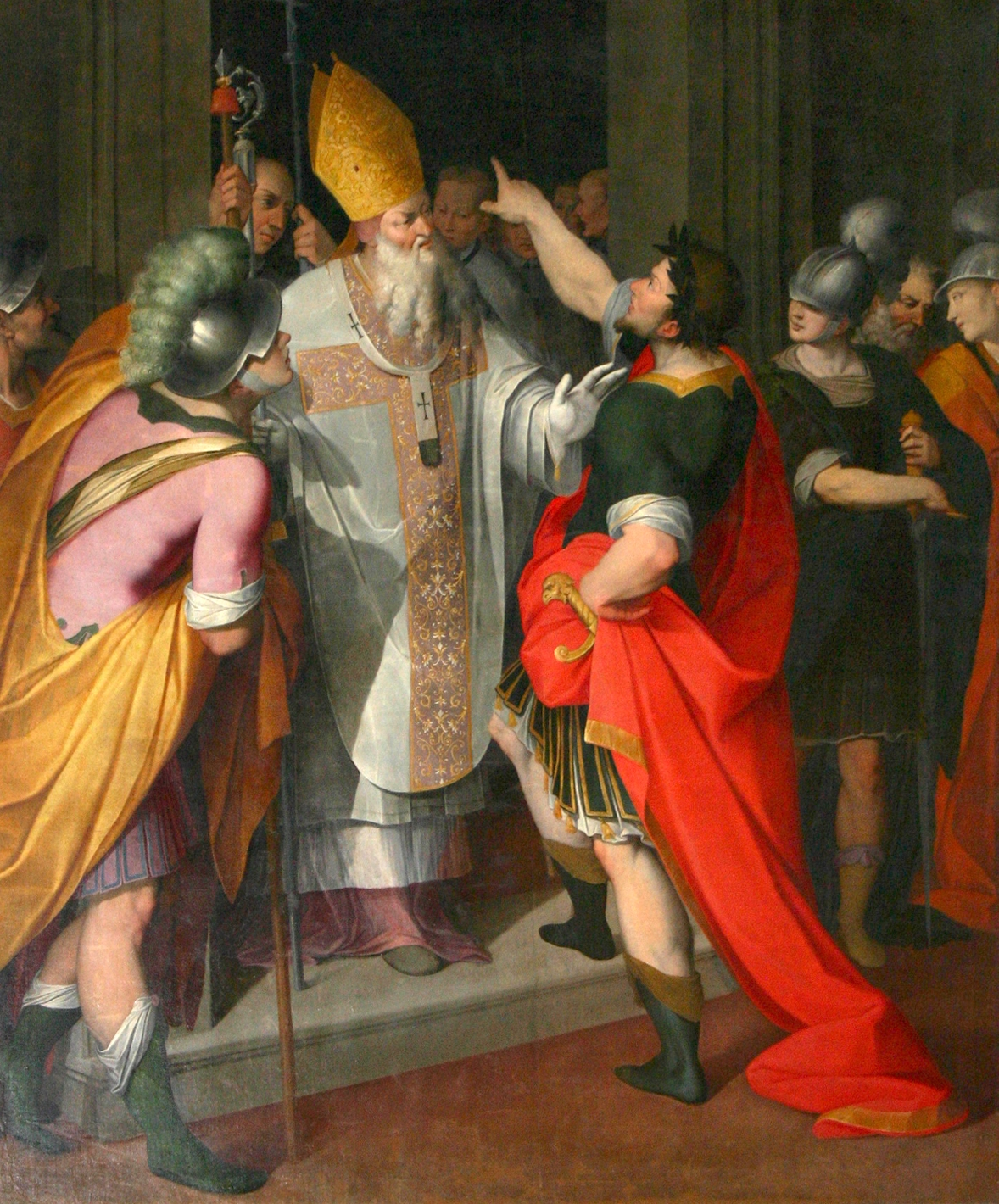
Святой Амвросий преграждает вход в храм императору Феодосию I, после пролития им крови жителей Фессалоник в 390 году

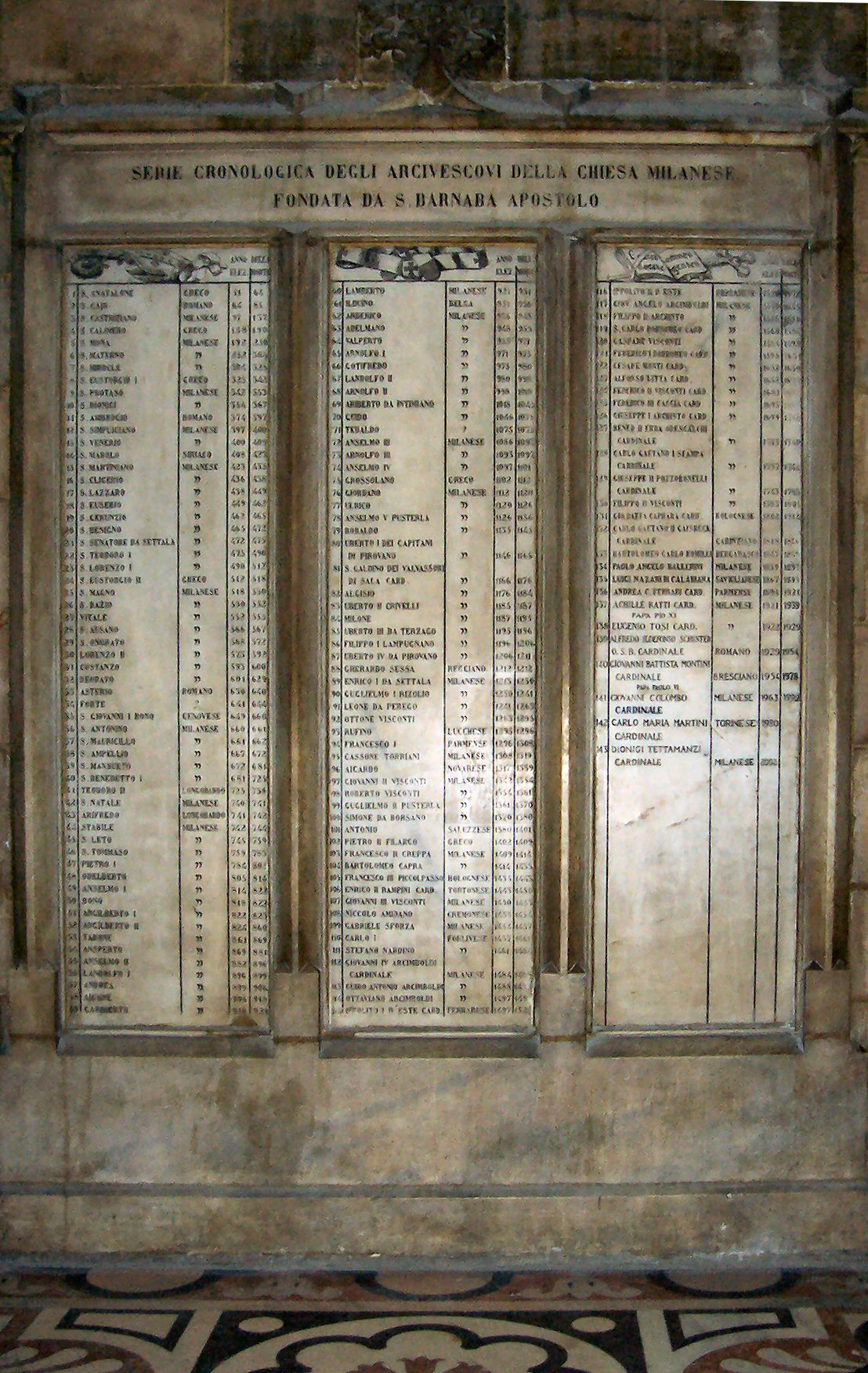
Хронологический список архиереев Милана на стене в соборе

Некоторые византийские источники VII—VIII веков повествуют о том, что апостол Варнава, после того, как прибыл в Рим со святым Петром, основал церковь в Милане. Этот же эпизод содержится в сочинениях Павла Диакона и во многих других документах церкви в Милане начиная с IX века, которые называют святого Анаталоне (Анатолия) преемником Варнавы. Первым епископом Милана, о котором повествуют современные ему источники, был Мирокл, участвовавший в Синоде в 313 году. По мнению некоторых исследователей, кафедра Милана была основана в начале III века. В любом случае, христиане присутствуют в Милане, по свидетельству археологии, с апостольских времен.
С IV века, после Эдикта Константина, о церкви в Милане сохранилось много источников. Хотя впервые архиепископом был назван Теодоро II, статус архиепархии был присвоен кафедре Милана при святом Амвросии, когда тот, борясь с арианством, сумел укрепить авторитет ортодоксии и завоевать уважение как при дворе императоров, так и среди народа.
История кафедры Милана тесно связана с личностью святого Амвросия, занимавшего кафедру с 374 по 397 год.
Уже Папа Григорий I Великий говорил о Деодате, преемнике святого Амвросия, как о «викарии» святого Амвросия. В 881 году Папа Иоанн VIII впервые назвал архиепархию «амвросианской». C тех пор термин используется для обозначения кафедры Милана.
Образ пастыря, оставленный святым Амвросием в наследие преемникам, заключался в исполнении пастырских обязанностей: проповеди Слова Божия, бескомпромиссной борьбе за ортодоксию, внимание к вопросам социальной справедливости, открытость к людям, обличение ошибок в общественной и политической жизни.
В период от поздней античности до образования остготского государства во главе с Теодорихом (IV — первая половина VI века), в связи с переездом императорского двора из Милана в Равенну, архиереям Милана пришлось принять на себя некоторые функции гражданской власти от имперских институтов, пришедших в упадок.
Ситуация коренным образом изменилась с появлением в Италии ариан-лангобардов, которые, в отличие ариан-остготов, были менее терпимы к местному населению, исповедовавшему ортодоксию. В 568 году Альбоин, глава лангобардов, захватил Милан, и архиепископ Онорато Кастильони бежал в Геную, где епархиальная курия находилась в течение 80 лет. Когда Ротари, правитель лангобардов, завоевал Лигурию, архиепископ Форте бежал в Рим, поручив архиепархию заботам святого Иоанна Доброго, который в 649 году вернул резиденцию архиепископов в Милан.
Во второй половине VII века авторитет архиепископа значительно вырос среди местного населения, и правители королевства Лангобардов были вынуждены договариваться с ним по некоторым вопросам, касавшимся его паствы. С приходом в Италию Карла Великого лангобарды потерпели поражение от франков, исповедовавших ортодоксию. В эпоху Каролингов на кафедру Милана назначались преданные императорам люди, первым из которых был Пьетро I Ольдрати. Ряд архиереев того времени принимали активное участие в политике, например, в борьбе между Людовиком Благочестивым и Бернардом за право наследования Regnum Italiae. В этом споре архиепископ Ансельм I принял сторону последнего.
По этой причине победивший в споре Людовик Благочестивый содействовал возведению на кафедру Милана архиепископов франкского происхождения: Анджильберто I и Анджильберто II. Последний выступил в роли посредника в конфликте между Лотарем (тогда королём Италии) и императором Людовиком. Успех его миссии укрепил политический авторитет архиепископа и расширил территорию архиепархии за счёт многочисленных пожертвований феодалов в Павии и кантоне Тичино.
Анджильберто II был заметной фигурой во времена правления императора Людовика II, чей духовник, лангобардец Ансперто Конфалоньери, стал одним из его преемников на кафедре Милана.
Бездетный император поручил ему передать трон своему дяде Людовику или одному из сыновей последнего. Папа Иоанн VIII поддержал кандидатуру Карла Лысого, принадлежавшего к французской ветви рода. Ансперто Конфалоньери, чьё мнение оказалось решающим, встал на сторону Папы, и Карл Лысый был коронован. Поддержка архиепископа была вознаграждена значительными пожертвованиями со стороны нового императора, что укрепило положение Милана на севере Италии.
Положение архиепископов Милана не изменилось и после утраты династией Каролингов контроля над Ломбардией. Так, архиепископ Вальперто де Медичи получил в дар от императора Оттона I несколько замков в Ломбардии, но уже преемники императора стремились ограничить власть архиепископов, пытаясь возводить на кафедру угодных им кандидатов. Эта стратегия привела к избранию архиепископа Ландольфо II, который, однако, был вынужден покинуть город по требованию горожан. Тогда же началась борьба между церковной властью, представленной курией, и светской, представленной благородными родами, лояльными к императору, за господство над городом, что впоследствии привело к спорам за инвеституру.
В этот период среди архиепископов Милана особого внимания заслуживают две личности. Архиепископ Арнольфо II был близок к императору Оттону III и поддержал его сына, будущего императора Генриха II в борьбе с Ардуино д’Ивреа, за что был удостоен многих почестей и наград. Другой архиепископ, Ариберто Интимьяно, при поддержке того же императора, расширил территорию архиепархии. Но именно при этом архиерее феодалы восстали против архиепископа, опираясь на поддержку императора Конрада II, желавшего уменьшить его влияние в регионе. Жители Милана, опасаясь усиления власти императора в городе, объединились вокруг Ариберто Интимьяно. Только при следующем императоре, Генрихе III, между ним и архиепископом был заключён мир. В XI веке вернувшиеся в Милан представители влиятельных родов снова попытались лишить архиепископа гражданской власти и установить правление в городе через муниципальные учреждения.
В последующий период архиепископы Милана были вовлечены в спор об инвеституре и восстание патаренов. В это время нередко на кафедру возводились кандидаты, устраивавшие императора или патаренов, опиравшихся на поддержку Папы Григория VII, такие, как Гвидо да Велате, Готофредо да Кастильоне и Атто. Архиепископам часто приходилось иметь дело с массовыми беспорядками, поддерживать отлучения, слышать обвинения в симонии, а иногда даже и бежать из города, как это случилось с архиепископом Тебальдо.
Вскоре архиепископы Милана снова стали играть важную роль в общественной жизни Северной Италии, превратив кафедру в форпост папства против империи. Первым таким архиепископом был Ансельмо III да Ро, поддержавший политику Папы Григория VII в отношении императора Генриха IV. Из-за этого при следующем Папе, Урбане II, архиепископ некоторое время провёл в одном из монастырей Ломбардии, а затем был восстановлен на кафедре.
В XII веке архиепископы Арнульфо III и Ансельмо IV Бовизио продолжили политику своего предшественника в отношении императора Генриха IV, оказывая поддержку его мятежному сыну, Конраду Лотарингскому. Ансельмо IV был также покровителем Крестового похода 1101 года, организованного Папой Урбаном II. Вместе с крестоносцами архиепископ отправился в Святую Землю, откуда уже не вернулся.
Папа Пасхалий II, находившийся в состоянии войны с императором Генрихом V, сместил с кафедры Милана Пьетро Гроссолано, ставленника императора, и назначил новым архиепископом Джордано да Кливио. Этим назначением завершился период противостояния между жителями Милана и Римом.
Как только Папы ослабили контроль над кафедрой, архиепископ Ансельмо V Пустерла поддержал войну Милана против Комо, он даже принимал участие в военных действиях, что вызвало сильное охлаждение в отношениях с Римом. Окончательно отношения со Святым Престолом были испорчены после того, как Ансельмо V короновал Римским королём Конрада Швабского, противника Лотаря II, чья кандидатура была одобрена Папой. Ситуация стала ещё более запутанной в 1130 году, когда после смерти Папы Гонория II на выборах нового понтифика произошёл раскол, часть архиереев избрали Папу Иннокентия II, другая — антипапу Анаклето II. Последнего поддержал Ансельмо V, но с окончательным утверждением на кафедре Рима Папы Иннокентия II архиепископ был отлучён от Церкви и низложен.
После очередного периода нестабильности в Милане, с избранием Оберто да Пировано общество объединилось вокруг фигуры своего архипастыря. Оберто да Пировано, сохраняя верность Святому Престолу, сумел сохранить добрые взаимоотношения архиепархии с империей. Ситуация в корне изменилась с приходом к власти императора Фридриха Барбароссы. Этот император решил уничтожить политическое влияние Милана на севере Италии. В споре между Папой Александром III и антипапой Виктором IV (креатурой императора), возникшим после смерти Папы Адриана IV, архиепископ Милана встал на сторону Папы. Так образовался открытый конфликт между Папой Александром III с архиепархией Милана с одной стороны, и императором с антипапой Виктором IV и городами-противниками Милана с другой. Этот конфликт привёл к осаде и разрушению Милана армией императора Фридриха Барбароссы в марте 1162 года. Оберто да Пировано укрылся в Генуе у Папы Александра III и больше не смог вернуться на кафедру.
Разрушение Милана стало символом имперского господства над всей северной Италией. Реакцией на это событие стало образование антиимперского союза местных коммун, получившего название Ломбардской лиги. Этот союз был поддержан Папой Александром III, и, после поражения в битве при Леньяно и в других сражениях, император был вынужден заключить мирный договор в Констанце. Милан, формально признавая власть империи, сохранил самоуправление. Архиепископ Милана стал посредником в отношениях между городом и императором, и, следовательно, между папством и империей.
Преемник Оберто да Пировано, святой Гальдино делла Сала, стал референтом Папы Александра III и одной из самых влиятельных фигур своего времени на севере Италии. Для усиления Ломбардской лиги, по инициативе архиепископа, был основан город Алессандрия, чтобы ослабить влияние маркиза Монферрато, верного союзника императора. При нём Милан был восстановлен. За помощь неимущим горожанам и заботу о заключённых в долговые тюрьмы святой Гальдино делла Сала получил прозвище «отца бедных» и ныне почитается одним из патронов города вместе со святым Амвросием.
После преодоления раскола по договору, подписанному Папой Александром III и императором Фридрихом Барбароссой в 1185 году, архиепархии Милана было разрешено расширить своё влияние на юг до Павии и Кремоны.

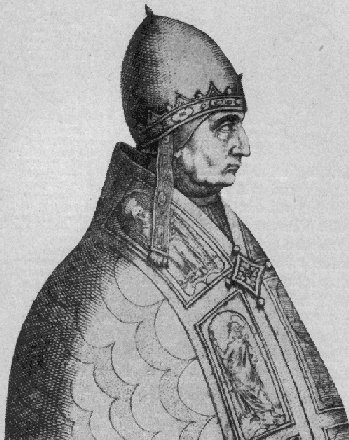
Умберто Кривелли, избран Папой под именем Урбана III

Милан снова оказался на стыке интересов империи и папства. По этой причине местное духовенство избрало архиепископом кардинала Умберто Кривелли, убеждённого сторонника папства. После смерти Папы Луция III этот архиерей был избран Папой под именем Урбана III, но не оставил кафедру Милана. В ответ на отделение горожанами муниципальных органов власти от курии Урбан III поддержал Кремону, противника Милана и империи. Конфликт между курией и городом прекратился только со смертью Урбана III, за которым последовало избрание архиепископом Милана Милоне да Кардано, бывшего епископа Турина.
Милоне да Кардано удалось разрешить разногласия между курией и благородными родами Милана. Его преемники продолжили ту же политику и, оказывая поддержку представителям правящего класса, были втянуты в конфликт с нарождавшейся партией пополанов (народной), из-за чего утратили многие полномочия. Только во второй половине XIII века, с появлением Оттоне Висконти и окончательным поражением Народной партии, властные полномочия архиереев Милана, хотя и в несколько иной форме, чем вначале, получили легитимность.
После смерти Леоне да Перего в 1257 году, который тщетно пытался возобновить внутреннюю борьбу между фракциями нобилей (благородных родов) и пополанов, да так, что был вынужден бежать в Леньяно, избрание его преемника оказалось проблематичным.
Ведущей политической фигурой в Милане в то время был Мартино Делла Торре, народный капитан, преемник родного брата Пагано Делла Торре, который на самом деле был первым из правителей Милана, став предтечей новой формы правления в городе, сеньории. Он был сторонником гвельфов. Его оппонент, сторонник местных нобилей и гибеллинов Оберто Паллавичино, был назначен капитаном милиции.
Это назначение вызвало некоторые трения с Римом, которые закончились с назначением нового архиепископа. Чтобы предотвратить избрание на кафедру Милана Раймондо Делла Торре (внука Мартино Делла Торре), поддерживаемого фракцией пополанов, и Франческо да Сеттала, поддерживаемого фракцией нобилей, в 1262 году Папа Урбан IV назначил архиепископом Милана Оттоне Висконти.
Реакцией партии Делла Торре на это назначение стала конфискация имущества архиепархии, а партия Паллавичино совершила нападения на замки и поместья рода Висконти в районе озера Лаго-Маджоре. Боевые действия между родом Висконти и его противниками продолжались в течение года.
В 1277 году в битве при Дезио архиепископ Оттоне Висконти одержал окончательную победу над партией пополанов и заключил в тюрьму тогдашнего правителя Милана, Наполеоне Делла Торре, таким образом закрепив управление над городом за архиепископами. Оттоне Висконти содействовал сближению курии с благородными родами Милана. Указом Matricula nobilium familiarum архиепископ постановил, что доступ к высшим церковным санам в архиепархии Милана должен быть закреплён за выходцами из числа местной знати. В 1287 году Оттоне Висконти содействовал назначению племянника Маттео Висконти на должность народного капитана, таким образом установив фактическое господство рода Висконти в Милане.
Смерть архиепископа совпала с временным усилением позиций рода Делла Торре, которые рассчитывали на поддержку Раймондо Делла Торре, патриарха Аквилеи. Маттео Висконти был изгнан из Милана. Новым архиепископом был избран Кассоно Делла Торре. Но, спустя несколько лет, на кафедру архиепархии взошёл Джованни Висконти.
Во второй половине XIX века архиепископ Паоло Анджело Баллерини фактически был смещён с кафедры гражданскими властями. Руководство архиепархией было возложено на Карло Качча Доминиони (1859—1866) со статусом главного викария перед светскими властями и генерального викария архиепископа Паоло Анджело Баллерини перед Святым Престолом.

## Ординарии архиепархии
По преданию, кафедра Милана была основана святым апостолом Варнавой в 52 году. Плита с именами епископов и архиепископов Милана установлена в соборе в центральном нефе. Согласно многовековой традиции, берущей начало в позднем средневековье и признававшейся до начала XX века, некоторые из архиереев первого тысячелетия являлись членами древней фамилии правителей Милана. Четверо архиепископов были избраны Папами (Умберто Кривелли, Джованни Анджело Медичи, Акилле Ратти, Джованни Баттиста Монтини) и антипапой (Пьетро Филагро, избранный на Пизанском соборе и ныне признанный антипапой).

### Епископы Милана
- святой Варнава (50 — 55), апостол от 70, провозвестник евангелия в Милане;
- святой Анатолий (III век);
- святой Гай (III век);
- святой Кастрициан (III век);
- святой Калимер (270—280);
- святой Мона[итал.] ((III) — IV век);
- святой Мирокл (313—316);
- святой Матерн (316—328);
- святой Протасий[итал.] (328—343);
- святой Евсторгий I (343 или 344—349);
- святой Дионисий (349—355);
- Авксентий (355—374), арианин;
- святой Амвросий (374 — 04.04.397).

### Архиепископы Милана
- святой Симплициан (397—400);
- святой Венерий (400—408);
- святой Марол[итал.] (408—423);
- святой Мартиниан[итал.] (423—435);
- святой Гликерий[итал.] (436—438);
- святой Лазарь[итал.] (440—449);
- святой Евсевий[итал.] (449—462);
- святой Геронтий (462—465);
- святой Бенигн (465—472);
- святой Сенатор Сеттальский (472—475);
- святой Феодор I[итал.] (475—490);
- святой Лаврентий I[итал.] (490—512);
- святой Евсторгий II[итал.] (512—518);
- святой Магн (518—530);
- святой Дакий[итал.] (530—552);
- святой Виталий[итал.] (552—555);
- святой Авсан[итал.] (556—566), участник «Трёх Глав»;
- святой Гонорат[итал.] (566—568).

#### Генуэзский период
После захвата Милана лангобардами в 568 году архиепископ Гонорат вынужден был бежать в Геную, где курия находилась в течение 80 лет
- святой Гонорат (568—571);
- Фронтон[итал.] (568—572);
- Лаврентий II[итал.] (573—592);
- Констанций[итал.] (593 — 03.12.600);
- Деодат[итал.] (15.09.601 —30.10.629);
- Астерий[итал.] (629 — 04.07.640);
- Форт[итал.] (641—643), бежал в Рим;
  - Иоанн Добрый (643—649), местоблюститель.

#### Возвращение архиепископов в Милан
- святой Иоанн Добрый[итал.] (649—660);
- святой Антонин[итал.] (660—661);
- святой Маврисилий[итал.] (661—662);
- вакантно (662—665);
- святой Ампелий (665—672);
- святой Мансуэт[итал.] (672—681);
- святой Бенедикт I[итал.] (681—725);
- Феодор II[итал.] (725—739);
- святой Наталий Миланский[итал.] (740—741);
- Арифред[итал.] (741—742);
- Стабилий[итал.] (742—744);
- Лето[итал.] (07.05.745 — 759);
- Фома[итал.] (22.09.759 — 27.09.783);
- Пётр I (784—801);
- Одельберт (803—813);
- святой Ансельм I (813—818);
- святой Бон (818 — 23.09.822);
- Ангильберт I (822 — 09.10.823);
- Ангильберт II[итал.] (27/28.06.824 — 13.12.859);
- Тадон[итал.] (860 — 26.05.868);
- Ансперт[итал.] (26.06.868 — 07.12.881);
- Ансельм II[итал.] (882 — 27.09.896);
- Ландульф I[итал.] (896 — 02.11.899);
- Андрей Кантианский[итал.] (30.11.899 — 26.02.906);
- Айкон[итал.] (906 — 07.09.918);
- Гариберт Безанский[итал.] (918 или 919 — 15.07.921);
- Ламберт[итал.] (05.10.921 — 19.06.931);
- Гильдуин (931 или 932 — 23.07.936);
- Ардерик Котта[итал.] (936 — 15.10.948);
- Манассия[итал.] (948);
- Адельман[итал.] (948—953);
- Вальперт[итал.] (953 — 06.11.970);
- Арнульф I[итал.] (970 — 16.04.974);
- Готофред I[итал.] (27.07.974 — 19.09.979);
- Ландульф II Карканский[итал.] (23.12.979 — 23.03.998);
- Арнульф II[итал.] (19.05.998 — 25.02.1018);
- Ариберт[итал.] (16.03.1018 — 28.01.1045);
- Гвидо[итал.] (1045—1069);
- кардинал Аттон (1070—1075);
  - Готофред II да Кастильоне[итал.] (1070—1075), антиархиепископ;
  - Тебальд[итал.] (1075—1085), антиархиепископ;
  - вакантно (1075—1086);
- Ансельм III[итал.] (10.07.1086 — 04.12.1093);
- Арнульф III[итал.] (06.12.1093 — 1097);
- Ансельм IV (03.11.1097 — 30.09.1101);
- Гроссолан[итал.] (1102—1112);
- Джордано да Кливио[итал.] (01.01.1112 — 04.10.1120);
- Ольрико[итал.] (17.11.1120 — 28.05.1126);
- Ансельм V делла Пустерла[итал.] (30.05.1126 — 1135), низложен;
- Робальдо[итал.] (02.08.1135 — 30.12.1145);
- Умберто I да Пировано[итал.] (18.01.1146 — 17.03.1166);
- кардинал святой Гальдино делла Сала (1166 — 18.04.1176);
- Альджизио да Пировано[итал.] (02.07.1176 — 29.03.1182);
- Умберто II Кривелли (09.05.1185 — 20.10.1187), избран Папой Римским под именем Урбана III;
- Милоне да Кардано[итал.] (05.12.1187 — 16.08.1195), ранее епископ Турина;
- Умберто III да Терцаго[итал.] (11.09.1195 — 15.06.1196);
- Филиппо I да Лампуньяно[итал.] (14.07.1196 — 1206);
- кардинал Умберто IV да Пировано (11.12.1206 — 13.03.1211);
- кардинал Джерардо Сесса (04.05.1211 — 22.04.1212), цистерцианец;
- Энрико I да Сеттала[итал.] (07.11.1213 — 16.09.1230);
- Гульельмо I да Рицольо[итал.] (15.10.1230 — 28.03.1241);
- Леоне да Перего[итал.] (1241 — 14.10.1257);
  - вакантно (1257—1262);
- Оттоне Висконти (22.07.1262 — 02.08.1295);
- Руффино да Фриссето[итал.] (31.10.1295 — 21.07.1296);
- Франческо I Пармский[итал.] (23.08.1296 — 06.02.1308);
- Кассоно делла Торре[итал.] (12.02.1308 — 31.12.1316), назначен Патриархом Аквилеи;
- Айкардо Антимьяни[итал.] (28.09.1317 — 10.08.1339);
  - вакантно (1339—1342);
- Джованни II Висконти (1342 — 05.10.1354);
- Роберто Висконти[итал.] (29.101354 — 08.08.1361);
- Гульельмо II Пустерла[итал.] (23.08.1361 — 1370);
- Симон да Борсано[итал.] (18.06.1371 — 20.12.1375);
  - вакантно (1375—1380);
- Антонио де Салуцци[итал.] (1380—1401);
- кардинал Пьетро Филарго (17.05.1402 — 26.06.1409);
- Франческо Криппа[итал.] (1409 — 07.02.1414);
- Бартоломео Капра[итал.] (1414—1435);
- Франческо Пиккольпассо[итал.] (07.06.1435 — 23.08.1443);
- кардинал Энрико Рампини[итал.] (27.08.1443 — 04.07.1450);
- Джованни III Висконти[итал.] (03.08.1450 — 09.03.1453);
- Николо Амидано[итал.] (19.03.1453 — 24.03.1454);
- Тимотео Маффеи[итал.]] (1454—1454);
- Габриэле Сфорца[итал.] (21.06.1454 — 12.09.1457), августинец — еремит;
- Карло Нардини[итал.] (19.10.1457 — 13.11.1461);
- кардинал Стефано Нардини[итал.] (13.11.1461 — 22.10.1484);
- кардинал Джованни Арчимбольди (25.10.1484 — 02.10.1488);
- Гвидантонио Арчимбольди[итал.] (23.01.1489 — 18.10.1497);
- Оттавиано Арчимбольди[итал.] (1497—1497), избранный архиепископ;
- кардинал Ипполито I д’Эсте (08.11.1497 — 20.05.1519);
- кардинал Ипполито II д'Эсте (20.05.1519 — 19.03.1550), апостольский администратор;
- Джованни Анджело Арчимбольди[итал.] (19.03.1550 — 06.04.1555);
- кардинал Ипполито II д’Эсте (1555 — 16.12.1555), апостольский администратор (вторично);
- Филиппо Аркинто[итал.] (1556 — 21.06.1558);
- кардинал Джованни Анджело Медичи (20 июля 1558 — 7 февраля 1560), апостольский администратор;
- кардинал святой Карло Борромео (08.02.1560 — 03.11.1584);
- Гаспаре Висконти[итал.] (28.11.1584 — 12.01.1595);
- кардинал Федерико Борромео (24 апреля 1595 — 21 сентября 1631);
- кардинал Чезаре Монти (20.12.1632 — 16.08.1650);
- кардинал Альфонсо Литта (1652 — 28.08.1679);
- кардинал Федерико Висконти (25.06.1681 — 07.01.1693);
- кардинал Федерико Качча (1693 — 14.01.1699);
- кардинал Джузеппе Аркинто (18.05.1699 — 09.04.1712);
- кардинал Бенедетто Эрба Одескальки 5 октября 1712 — 6 декабря 1736);
- кардинал Карло Гаэтано Стампа (06.05.1737 — 23.12.1742);
- кардинал Джузеппе Поццобонелли (15.07.1743 — 27.04.1783);
- Филиппо Мария Висконти[итал.] (25.06.1784 — 30.12.1801);
- кардинал Джованни Баттиста Капрара (24 мая 1802 — 21 июля 1810);
  - вакантно (1810—1818);
- кардинал Карл Каэтан фон Гайсрук (1 марта 1818 — 19 ноября 1846);
- Карло Бартоломео Ромилли[итал.] (14.06.1847 — 7.05.1859);
- Паоло Анджело Баллерини[итал.] (30.06.1859 — 27.03.1867), назначен латинским Патриархом Александрии;
- Луиджи Надзари ди Калабьяна[итал.] (27.03.1867 — 23.10.1893);
- кардинал блаженный Андреа Карло Феррари (21.05.1894 — 2.02.1921);
- кардинал Акилле Рати (13.06.1921 — 6.02.1922), избран Папой под именем Пия XI;
- кардинал Эудженио Този (7.03.1922 — 7.01.1929);
- кардинал блаженный Альфредо Ильдефонсо Шустер (26.06.1929 — 30.08.1954), бенедиктинец;
- кардинал Джованни Баттиста Монтини (1.11.1954 — 21.06.1963), избран Папой под именем Павла VI;
- кардинал Джованни Коломбо (10.08.1963 — 29.12.1979);
- кардинал Карло Мария Мартини (29.12.1979 — 11.07.2002), иезуит;
- кардинал Диониджи Теттаманци (11.07.2002 — 28.06.2011);
- кардинал Анджело Скола (28 июня 2011 года — 7 июля 2017 года ), ранее Патриарх Венеции[6];
- архиепископ Марио Энрико Дельпини (с 7 июля 2017).

## Статистика
На июнь 2011 года из 5 334 788 человек, проживающих на территории епархии, католиками являлись 4 887 661 человек, что соответствует 91,6 % от общего числа населения епархии.
| год  | население | население | население | священники | священники        | священники         | священники                           | постоянные диаконы | монахи  | монахи  | приходы |
| год  | католики  | всего     | %         | всего      | белое духовенство | черное духовенство | число католиков на одного священника | постоянные диаконы | мужчины | женщины | приходы |
| ---- | --------- | --------- | --------- | ---------- | ----------------- | ------------------ | ------------------------------------ | ------------------ | ------- | ------- | ------- |
| 1950 | ?         | 3.500.000 | ?         | 2.100      | 2.100             | ?                  | ?                                    |                    | ?       | 11.500  | 879     |
| 1970 | 4.210.000 | 4.250.000 | 99,1      | 3.611      | 2.443             | 1.168              | 1.165                                | 1                  | 2.181   | 12.945  | 1.044   |
| 1980 | 4.918.500 | 5.123.416 | 96,0      | 3.556      | 2.371             | 1.185              | 1.383                                | 1                  | 1.779   | 11.500  | 1.120   |
| 1990 | 4.858.000 | 5.060.400 | 96,0      | 3.375      | 2.337             | 1.038              | 1.439                                | 7                  | 1.546   | 9.400   | 1.140   |
| 1999 | 4.755.013 | 5.058.545 | 94,0      | 2.615      | 2.244             | 371                | 1.818                                | 23                 | 754     | 8.800   | 1.109   |
| 2000 | 4.773.478 | 5.078.189 | 94,0      | 2.638      | 2.266             | 372                | 1.809                                | 29                 | 756     | 8.833   | 1.108   |
| 2001 | 4.789.148 | 5.089.148 | 94,1      | 3.188      | 2.248             | 940                | 1.502                                | 32                 | 1.344   | 7.238   | 1.108   |
| 2002 | 4.922.597 | 5.134.285 | 95,9      | 3.168      | 2.242             | 926                | 1.553                                | 45                 | 1.269   | 7.238   | 1.108   |
| 2003 | 4.903.686 | 5.116.686 | 95,8      | 3.128      | 2.209             | 919                | 1.567                                | 54                 | 1.262   | 6.751   | 1.108   |
| 2004 | 4.860.053 | 5.107.053 | 95,2      | 3.129      | 2.216             | 913                | 1.553                                | 67                 | 1.245   | 6.804   | 1.108   |
| 2009 | 4.886.406 | 5.296.393 | 92,3      | 2.885      | 2.055             | 830                | 1.693                                | 110                | 1.114   | 6.180   | 1.107   |